# Brenthis eporedia
Brenthis eporedia är en fjärilsart som beskrevs av Hans Fruhstorfer 1910. Brenthis eporedia ingår i släktet Brenthis och familjen praktfjärilar. Inga underarter finns listade i Catalogue of Life.